# Crkva sv. Antuna Padovanskog u Bukevju
Crkva sv. Antuna Padovanskog je crkva u naselju Bukevje koje je u sastavu općine Orle, zaštićeno kulturno dobro.

## Opis dobra
Crkva je podignuta u naselju, odmaknuta od glavne ceste i nepravilno orijentirana u pravcu sjever-jug. Neogotička je jednobrodna građevina, sagrađena 1870. godine, s pravokutnom lađom i svetištem jednake širine, izvana poduprta kontraforima. Na glavnom pročelju nalazi se plitki ulazni trijem pod dvoslivnim krovištem, a čitavim korpusom crkve dominira zvonik naslonjen na istočni zid lađe. Crkva je presvođena križnim svodovima i oslikana geometrijskim motivima. Vanjština i unutrašnjost, zajedno s inventarom, dosljedno su oblikovani neogotičkim elementima.

## Zaštita
Pod oznakom Z-3840 zavedena je kao nepokretno kulturno dobro – pojedinačno, pravna statusa zaštićena kulturnog dobra, klasificirano kao "sakralna graditeljska baština".